# Bacio Perugina
Bacio Perugina est une marque commerciale du secteur de l'industrie agroalimentaire, propriété de Société des Produits Nestlé S.A.. Elle est exploitée pour identifier une petite confiserie chocolatée industrielle en forme de rocher. 

## Histoire
Marque et confiserie mises sur le marché par la société Perugina de Pérouse en Italie.

## Composition
Il est constitué d'un mélange de gianduja pâte de chocolat et noisettes broyées,.

## Provenance

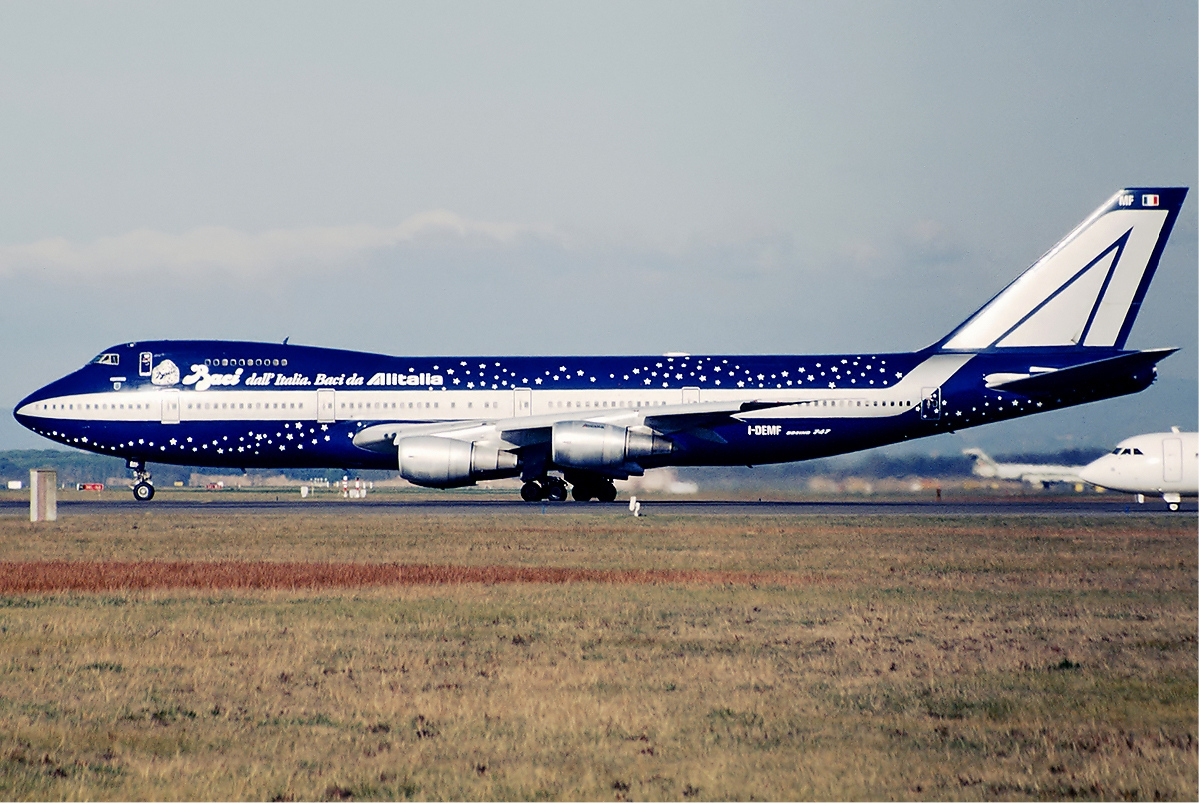
Boeing 747 de Alitalia aux couleurs de Baci Perugina

Cette confiserie est fabriquée dans l'usine Nestlé-Perugina de San Sisto, quartier de Pérouse en Ombrie.